# Alberto Cavalcanti
Alberto Cavalcanti (Rio de Janeiro, 1897. február 6. – Párizs, 1982. augusztus 23.) brazil filmrendező, filmproducer, forgatókönyvíró.

## Életpályája
1913–1917 közötta genfi főiskolán építészetet tanult. 1917-ben Párizsban díszlettervezőként került kapcsolatba a filmmel. Az akkoriban divatozó avantgardista irányzat híveihez csatlakozott. Marcel L’Herbier-vel dolgozott együtt. Önálló alkotással 1926-ban mutatkozott be. 1934-ben Londonban telepedett le, és a John Grierson körül kialakult angol dokumentumfilm-irányzat jelentős képviselője lett. Az 1940-es évek végén visszatért szülőhazájába és tevékenyen részt vett a nemzeti filmművészet kifejlesztésében. 1949 végéig dolgozott itt filmrendező- és producerként. 1949-ben megalapította a Vera Cruz gyárat, 1952-ben a Kino Film vállalatot. 1953-ban portugál nyelven könyve jelent meg a film és a valóság viszonyáról (Film e realidade). 1954-ben visszatért Európába.

## Munkássága
A Csak pár óra (1926) a dokumentumfilm módszereivel, avantgardista stílusban vázolta fel a Párizs néhány óráját. A Grierson-korszak egyik legjelentősebb munkája az angol szénbányászokról szóló Szénporos arc (1935) volt. Magyarországon is játszották a Dickens-féle Nicholas Nickleby című filmjét (1947). Munkássága és különösen A tenger dala című (1952) realista, a halászok mindennapi életét ábrázoló, népi ihletésű filmje jelentős hatást gyakorolt a felébredő brazil filmművészetre.

## Filmjei

### Filmrendezőként
- Csak pár óra (Rien que les heures) (1926)
- A szem nélküli vonat (Le train sans yeux) (1927)
- A kis Lili (La p'tite Lili) (1927)
- A kikötőben (En rade) (1927) (forgatókönyvíró is)
- Yvette (1928)
- Fracasse kapitány (Le capitaine Fracasse) (1929) (forgatókönyvíró is)
- Egy távoli szigeten (Dans une île perdue) (1931)
- Montmartre-i revü (Revue montmartroise) (1932)
- Brazil trükk (Le truc du Brésilien) (1932)
- Szénporos arc (Coal Face) (1935) (forgatókönyvíró is)
- Üzenet Genfből (Message from Geneva) (1936)
- Két világban élünk (We Live in Two Worlds) (1937)
- A sárga Caesar (Yellow Caesar) (1941)
- Film és valóság (Film and Reality) (1942)
- 48 óra (1942)
- Alice Svájcban (Alice in Switzerland) (1942)
- Az éjszaka halottja (1945)
- Nicholas Nickleby (1947)
- Az első úriember (The First Gentleman) (1948)
- A félszemű Simao (Simao o Caolho) (1952) (forgatókönyvíró is)
- A tenger dala (O Canto do Mar) (1952) (filmproducer és forgatókönyvíró is)
- Egy igaz asszony (Mulher de Verdade) (1954) (filmproducer és forgatókönyvíró is)
- Az első éjszaka (La prima notte) (1959)

### Díszlettervezőként
- A kegyetlen asszony (L'inhumaine) (1923)
- Árvíz (L'inondation) (1924)
- A szörnyek terme (La galerie des monstres) (1924)
- Mathias Pascal két élete (Feu Mathias Pascal) (1926)